# Gawne-Nunatak
Der Gawne-Nunatak ist ein Nunatak im westantarktischen Marie-Byrd-Land. In der Flood Range ragt er auf der Ostseite des Wells Saddle zwischen Mount Berlin und Mount Moulton auf.
Der United States Geological Survey kartierte ihn anhand eigener Vermessungen und Luftaufnahmen der United States Navy aus den Jahren von 1959 bis 1966. Das Advisory Committee on Antarctic Names benannte ihn 1974 nach Steven P. Gawne, einem Mitglied der Mannschaft, die zwischen 1971 und 1972 im Rahmen des United States Antarctic Research Program die Bewegungsdynamik des antarktischen Eisschilds im Gebiet nordöstlich der Byrd-Station untersucht hatte.